# Route nationale 36 (Italie)
Pour les articles homonymes, voir Route nationale 36.
La route nationale 36 del Lago di Como e dello Spluga (SS 36) est une route nationale italienne classée Superstrada (voie rapide à 2 chaussées séparées) qui relie Sesto San Giovanni, dans l'arrière-pays milanais, à la frontière suisse au col du Splügen, où elle continue sur le territoire suisse en tant que route principale 567. 
Son parcours, long de 149,6 km, se développe exclusivement en Lombardie, à travers 5 provinces. La SS 36, qui est la principale voie d'accès de la Valchiavenna à la Valteline (via la route nationale 38) et à la vallée de l'Engadine en Suisse (accessible par la route nationale 37 et la route principale 3 sur le territoire suisse) est l'une des routes les plus fréquentées des artères du nord de l'Italie.

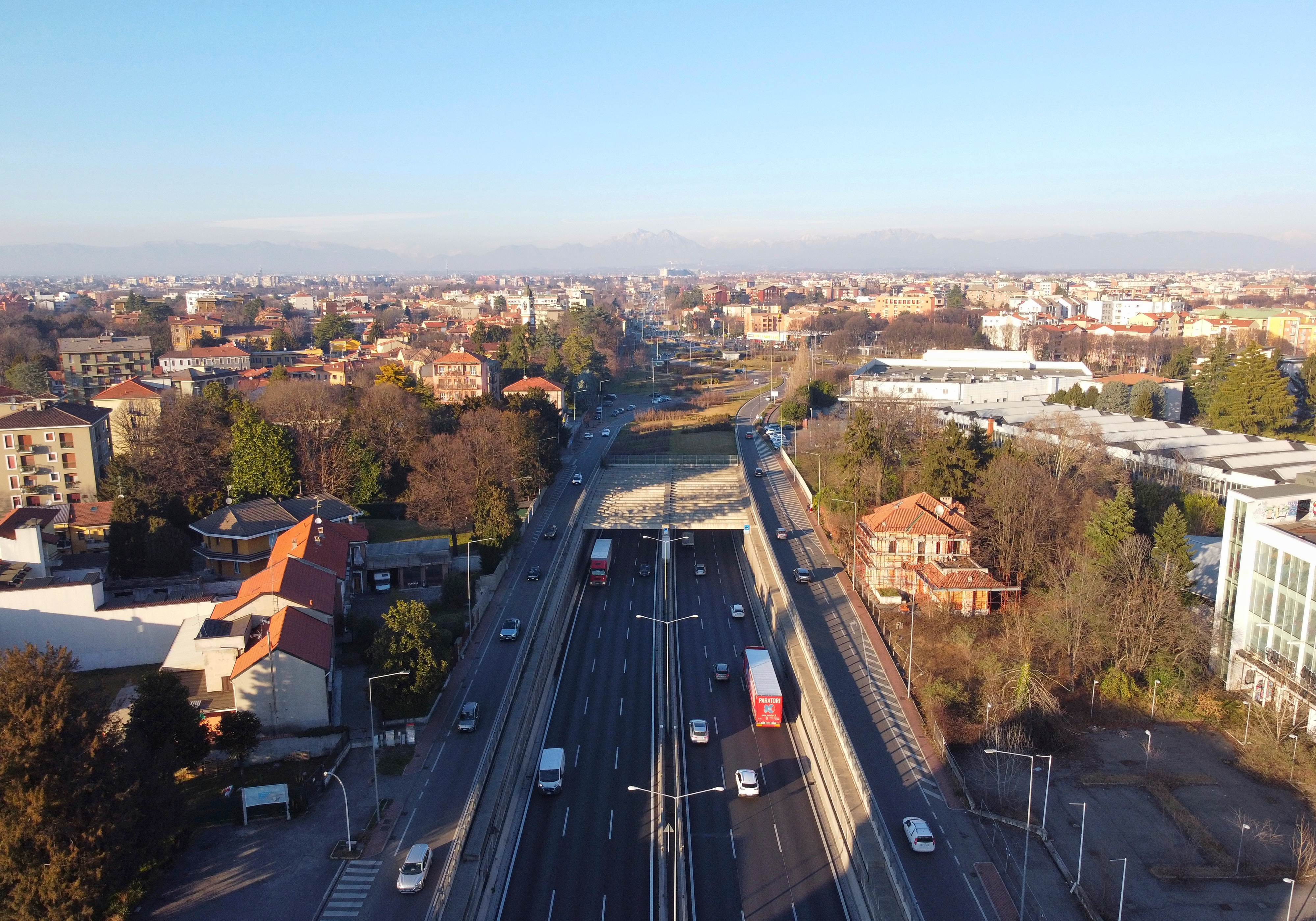
L'entrée sud du tunnel sous la ville de Monza.

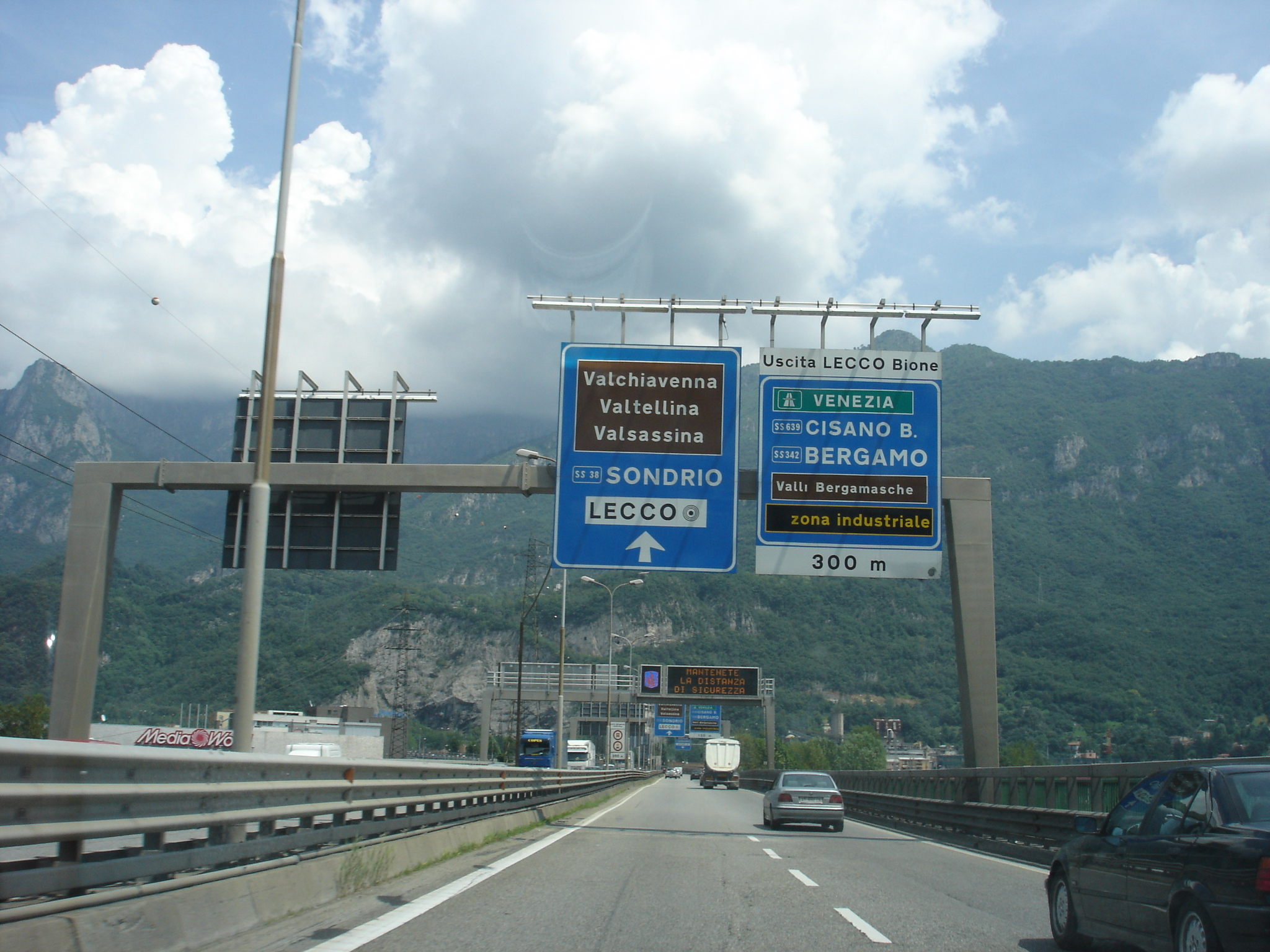
Panneaux près de la sortie Lecco - Bione.

## Parcours
| del lago di Como et dello Spulga Uniquement le tronçon Sesto S.Giovanni - Lecco - Colico | |       |          |
| Type                                                                                     | Indication                                                                                              | km    | Province |
|                                                                                          | Sesto San Giovanni                                                                                      | 5,6   |          |
|                                                                                          | Cinisello Balsamo                                                                                       | 6,0   |          |
|                                                                                          | Fin du tronçon urbain                                                                                   | 8,5   | MI       |
|                                                                                          | Cinisello Balsamo                                                                                       | 9,0   | MI       |
|                                                                                          | Torino - Trieste                                                                                        | 9,3   | MI       |
|                                                                                          | Avenue dei Lavoratori / avenue Castaldi - Zone commerciale                                              | 9,7   | MI       |
|                                                                                          | Tangenziale Nord di Milano                                                                              | 10,0  | MI       |

Parcours de la SS 36.

|                                                                                          | Monza S. Fruttuoso Sortie vers Lecco, entrée vers Milan                                                 | 10,5  | MB       |
|                                                                                          | Monza Aucune entrée vers Milan                                                                          | 12,5  | MB       |
|                                                                                          | Monza avenue Lario Hôpital Villa royale Autodromo                                                       | 13,0  | MB       |
|                                                                                          | Lissone Sud - Monza rue Elvezia Bustese Muggiò - Saronno                                                | 14,0  | MB       |
|                                                                                          | Lissone - Muggiò                                                                                        | 14,5  | MB       |
|                                                                                          | Desio Sud - Lissone Ouest - SP 9 Nova Milanese                                                          | 15,5  | MB       |
|                                                                                          | Desio - San Giorgio                                                                                     | 17,0  | MB       |
|                                                                                          | Desio Nord - Aliprandi Autostrada Pedemontana Lombarda (en projet)                                      | 18,0  | MB       |
|                                                                                          | Seregno Sud                                                                                             | 19,0  | MB       |
|                                                                                          | Seregno San Salvatore                                                                                   | 20,5  | MB       |
|                                                                                          | Seregno Entrée et sortie uniquement en direction de Monza                                               | 21,0  | MB       |
|                                                                                          | Carate Brianza Sud                                                                                      | 22,5  | MB       |
|                                                                                          | Carate Brianza Nord Sortie uniquement vers Lecco                                                        | 23,0  | MB       |
|                                                                                          | Verano Brianza Sud                                                                                      | 24,0  | MB       |
|                                                                                          | Erba - Giussano (avenue Vecchia Valassina) Entrée en direction de Monza, sortie en direction de Lecco   | 24,5  | MB       |
|                                                                                          | Verano Brianza Nord - Giussano                                                                          | 25,3  | MB       |
|                                                                                          | Arosio - Briosco                                                                                        | 28,5  | MB       |
|                                                                                          | Fornaci Entrée et sortie uniquement en direction de Monza                                               | 29,3  | MB       |
|                                                                                          | Capriano                                                                                                | 30,4  | MB       |
|                                                                                          | Veduggio con Colzano                                                                                    | 31,6  | MB       |
|                                                                                          | Nibionno Entrée en direction de Monza, sortie en direction de Lecco                                     | 32,4  | LC       |
|                                                                                          | Briantea Côme - Bergame                                                                                 | 33,3  | LC       |
|                                                                                          | Cibrone - Bulciago                                                                                      | 34,4  | LC       |
|                                                                                          | Costa Masnaga Sud                                                                                       | 35,0  | LC       |
|                                                                                          | Costa Masnaga Est                                                                                       | 35,7  | LC       |
|                                                                                          | Garbagnate Monastero                                                                                    | 36,6  | LC       |
|                                                                                          | Molteno Sud                                                                                             | 37,2  | LC       |
|                                                                                          | Molteno Nord                                                                                            | 37,9  | LC       |
|                                                                                          | Bosisio Parini                                                                                          | 39,5  | LC       |
|                                                                                          | Annone di Brianza                                                                                       | 41,0  | LC       |
|                                                                                          | SP 639 - Côme / Erba                                                                                    | 43,0  | LC       |
|                                                                                          | Oggiono - Civate                                                                                        | 44,5  | LC       |
|                                                                                          | Pescate - SS 342 dir Garlate Entrée en direction de Colico, sortie en direction de Monza                | 49,7  | LC       |
|                                                                                          | Lecco Bione                                                                                             | 51,0  | LC       |
|                                                                                          | Lecco - Hôpital Manzoni Raccordo Valsassina Entrée en direction de Monza, sortie en direction de Colico | 53,0  | LC       |
|                                                                                          | Lecco Aucune sortie vers Monza                                                                          | 54,7  | LC       |
|                                                                                          | Lecco Caleotto Aucune entrée vers Monza                                                                 | 55,9  | LC       |
|                                                                                          | Lecco Nord Entrée en direction de Colico, sortie en direction de Monza                                  | 59,9  | LC       |
|                                                                                          | Abbadia Lariana Entrée en direction de Monza, sortie en direction de Colico                             | 62,4  | LC       |
|                                                                                          | Mandello del Lario - Maggiana Entrée en direction de Monza, sortie en direction de Colico               | 65,2  | LC       |
|                                                                                          | Bellano - Valsassina Nord                                                                               | 85,4  | LC       |
|                                                                                          | Dervio SP 62 - Valvarrone Entrée en direction de Monza, sortie en direction de Colico                   | 89,9  | LC       |
|                                                                                          | Piona Entrée en direction de Monza, sortie en direction de Colico                                       | 95,4  | LC       |
|                                                                                          | Colico - Zone industrielle Sortie uniquement vers Colico                                                | 101,2 | LC       |
|                                                                                          | Colico dello Stelvio - Sondrio - Col du Stelvio                                                         | 101,4 | LC       |

## Bifurcations
| Numérotage | Nom                             | Commencement                          | Fin      | Longueur | Notes                      |
| ---------- | ------------------------------- | ------------------------------------- | -------- | -------- | -------------------------- |
| SS 36 racc | Raccordo Lecco-Valsassina       | Bifurcation de la SS 36 près de Lecco | Ballabio | 9,0 km   |                            |
| SS 36 dir  | del Lago di Como e dello Spluga | Bifurcation de la SS 36 à Pianazzo    | Madesimo | 1,2 km   | Déclassifié en SP1 en 2001 |